# San Fernando (Chile)
San Fernando es una comuna y ciudad de la zona central de Chile, ubicada en la Región del Libertador General Bernardo O'Higgins. Es capital de la actual provincia de Colchagua. Entre 1826 y 1976 fue capital de la Provincia de Colchagua y del departamento de San Fernando.
La comuna de San Fernando integra junto con las comunas de Chimbarongo, Las Cabras, Peumo, Pichidegua, San Vicente, Chépica, La Estrella, Litueche, Lolol, Marchigüe, Nancagua, Navidad, Palmilla, Paredones, Peralillo, Pichilemu, Pumanque, Placilla y Santa Cruz el distrito electoral N.º 16 y pertenece a la 8.ª circunscripción senatorial (O'Higgins).

## Historia

### Época prehispánica

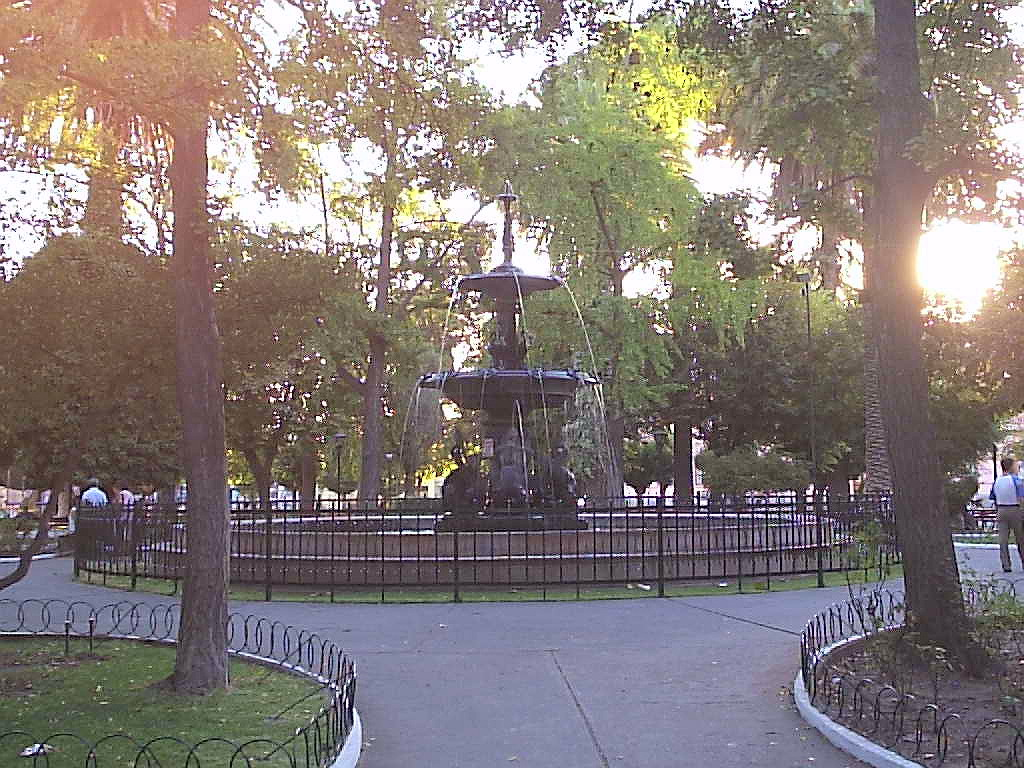
Plaza de Armas de San Fernando.

La zona regada por los ríos Cachapoal y Colchagua es conocida por su gran fertilidad desde el período prehispánico. Hasta la conquista, esta región era habitada por los indígenas chiquillanes, quienes fueron derrotados en 1545 por los españoles y se vieron obligados a vivir, primero en encomiendas como las de Codegua, Doñihue y Pichidegua, y luego en pueblos de indios, destacando el de Malloa.

### Orígenes
En el siglo XVIII, el gobernador del Reino de Chile, Don José Antonio Manso de Velasco se propuso la tarea de crear villas para atraer a la población flotante y expandir la idea de la ilustración, para lo cual envió a los hacendados de todo el largo territorio un extenso memorial, solicitando los territorios necesarios para los fines convenientes. Don Juan José Jiménez de León y Hurtado de Mendoza y su mujer doña Ana María Morales de Albornoz, donaron el potrero de "Las Chacras" con más de 450 cuadras pertenecientes a la Estancia "Lircunlauta". El día 17 de mayo de 1742 llegó a la zona el gobernador e hizo un reconocimiento del lugar, eligiendo el sitio donde debería establecer la plaza de Armas, el éxito de la nueva villa consistiría en atraer a los españoles, vagos y vagabundos para así iniciar el proceso de domesticación y proletización de la población flotante que en esos momentos no quería entrar en el sistema económico de latifundios (haciendas y estancias). Este tipo de población vivía en los alrededores de la estancia de Colchagua.

San Fernando.-—Ciudad capital de la provincia de Colchagua y del departamento de su nombre con 6,960 habitantes. Está situada bajo los 34º 35' Lat. y 71° 04' Lon. á dos kilómetros de la orilla norte del Tinguiririca, en un plano á vista de los Andes elevado 337 metros sobre el Pacífico y casi al nivel de ese río, el que en sus grandes crecidas suelen exponerla á inundaciones. Por el NE. la baña el Talcarehue ú Hontiveros, donde lo cruza el ferrocarril de Santiago por un puente de cuatro arcos; por el NO. tiene vecinos los cerros ó sierra de Yaquil, con antiguas minas de oro. Su área es espaciosa, con calles de ancho proporcionado, que corren de N. á S. y se cortan por otras en ángulos rectos, y una plaza en el centro. Es de caserío disperso y poco notable, y contiene iglesia parroquial y otra de San Francisco que perteneció á los jesuítas, hospital, carcel penitenciaria, un liceo de instrucción superior, escuelas gratuitas, administración de correos, de telégrafo, de registro civil, &c. Fué fundada por el Presidente Manso y Velasco por auto expedido en Malloa el 17 de mayo de 1742 é intitulada villa de San Fernando de Tinguiririca, en honor del principe de Asturias, después Fernando VI.; y trazóse dentro de las 707 hectáreas de terreno que donaron para su asiento, en 28 de septiembre de 1740, el capitán Don Juan José Jiménez y su esposa Doña María de Morales y Albornoz, comprendidas entre los ríos ya nombrados y al E. del antiguo camino de Malloa al sur. En sus primeros años medró considerablemente con el descubrimiento de las minas de Yaquil, mas después continuó estacionaria, y aún retrasó hasta poco tiempo á esta parte, en que ha entrado en cierto progreso. Obtuvo el título de ciudad por ley de 30 de noviembre de 1830 y entonces se pretendió cambiarle su nombre por el de Ciudad Popular, que propusieron sus vecinos en el espíritu de las ideas políticas de esa época. Por decreto de 12 de septiembre de 1840 pasó á ser la capital de su provincia, sustituyendo á Curicó. Dista 134 kilómetros al S. de Santiago con la que se comunica por el ferrocarril del Sur, el que quedó corriente hasta aquí en noviembre 3 de 1862, y 43 hacia el NE. de la estación de Palmilla. 
Francisco Solano Asta-Buruaga y Cienfuegos, Diccionario Geográfico de la República de Chile (1897)

### Historia de San Fernando

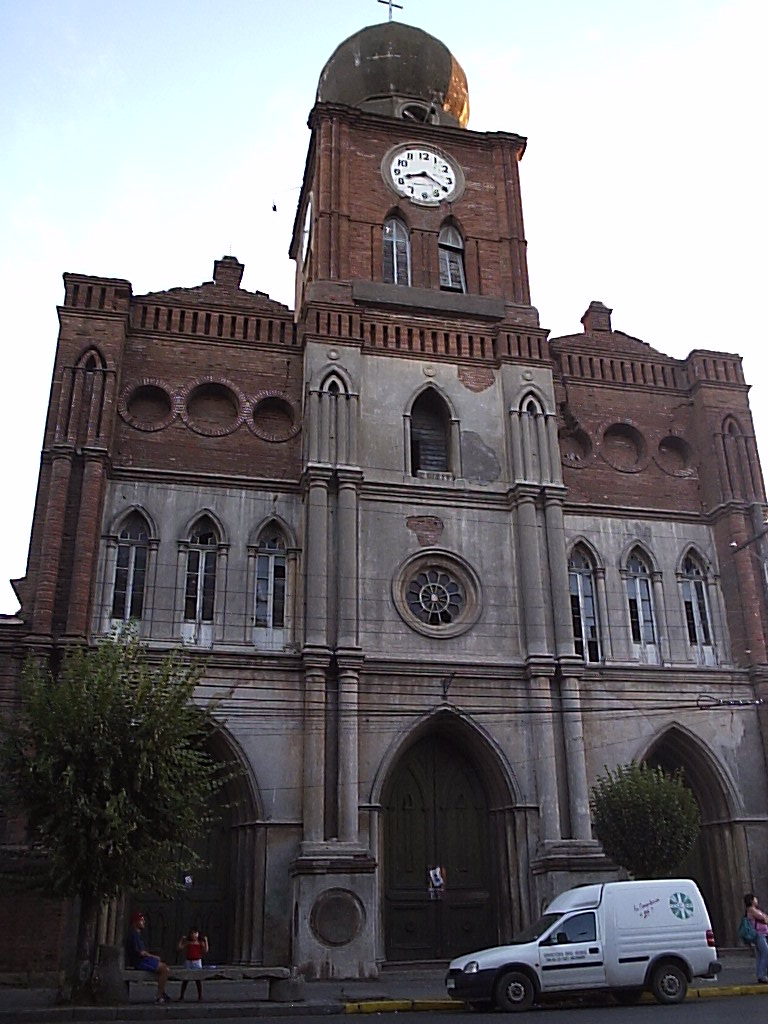
Iglesia San Francisco.

El 17 de mayo de 1742, José Antonio Manso de Velasco, posteriormente nombrado Virrey del Perú, fundó San Fernando de Tinguiririca, lo que quedó registrado en acta firmada en el poblado de Malloa, aprovechando las 450 cuadras que habían donado a la Corona Española, los vecinos don Juan José Jiménez y su cónyuge doña María Morales de Albornoz.
Con ello también se inició la adjudicación de tierras y solares a más de trescientas personas, considerando los siguientes deslindes: La Cañada, por el norte, hoy avenida Manso de Velasco; calle Juan Jiménez, por el poniente; la línea férrea por el oriente y el callejón de los Palacios, por el sur, actualmente calle Los Palacios. En esta especie de trapecio, se trazaron 91 manzanas o cuadras, algunas subdivididas en cuatro lotes, separadas por vías rectilíneas, de 13 varas de ancho.
Los terrenos eran húmedos y pantanosos, por la presencia de los ríos que los circundaban, el Tinguiririca y el Antivero. Fue preciso aplicar drásticas medidas, multas y condenas a prisión, para que las personas comenzaran a instalarse en sus solares e iniciaran la edificación de sus casas. Le correspondió al corregidor don Pedro Gisbert y Talens, tomar tal decisión para llevar a cabo el poblamiento del valle de Colchagua.
A lo largo de la vida republicana, la vida de esta ciudad alcanzó especial notoriedad, sobre todo a partir de la instalación de varias industrias que le dieron gran vitalidad, como la fábrica de tabacos (filial de la British American Tobacco), de fósforos y varias curtiembres, entre otras. Además, la instalación del Liceo de Hombres, en 1846, así como la Escuela Superior de Niños, también fueron factores de progreso, que permitieron a los habitantes desarrollar una nutrida vida intelectual, con coros, grupos literarios, veladas artísticas y conferencias hasta avanzado el siglo XX. Entre los periódicos que difundieron estas actividades, se puede contar El Guerrillero (1956-1972), y entre los intelectuales más activos, a Juan Danús.

## Geografía

### Geomorfología

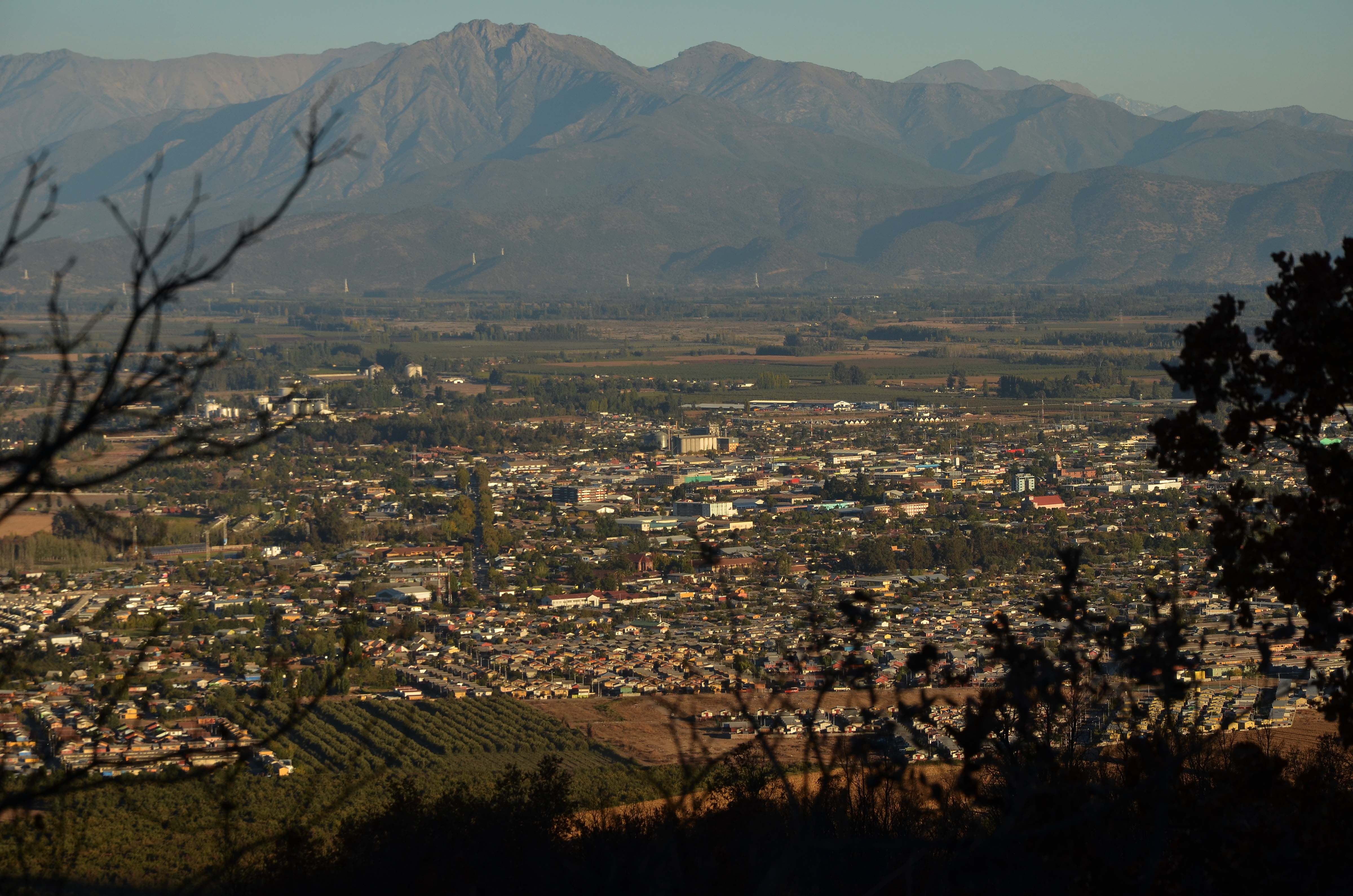
San Fernando visto desde el cerro Pangalillo al comienzo del otoño

La comuna de San Fernando se encuentra emplazada en las unidades geomorfológicas de Cordillera andina de retención crionival, Cuenca de Rancagua, Llano central fluvio-glacio-volcanico y Precordillera.

### Clima
Presenta según la clasificación climática de Köppen clima de tundra (ET), clima de tundra de lluvia invernal (ET (s)), clima mediterráneo de lluvia invernal (Csb), clima mediterráneo de lluvia invernal de altura (Csb (h)) y clima mediterráneo frío de lluvia invernal (Csc). Las temperaturas del mes más frío son inferiores a 12 °C y superiores a 2 °C pero en invierno las temperaturas mínimas pueden ser inferiores a los 0 grados. Mientras que en verano las temperaturas pueden superar los 30 grados. Fuera de esta condición se presentan 4 a 5 meses con humedad suficiente. La temperatura media anual es de 14 °C; el mes más cálido es enero con 20 °C; el más frío es julio con 7,1 °C. La amplitud térmica anual es de 11,9 °C. La mínima absoluta en la ciudad es de 5 grados bajo cero, pero en algunas áreas de la comuna (más altas), las temperaturas son más bajas.
La precipitación se presenta acumulada en los meses invernales y particularmente en mayo, junio, julio y agosto. Estos son los únicos meses que se pueden llamar lluviosos, pero esta situación está variando gradualmente debido al calentamiento global de la atmósfera. La precipitación anual llega a los 790 mm. Los vientos que acompañan a las lluvias son siempre del norte (N) y noroeste (NE), con influencia marítima. Los dominantes son los vientos del sur (S) y del suroeste (SW), con los cuales se observa buen viento.
| Parámetros climáticos promedio de San Fernando | Parámetros climáticos promedio de San Fernando | Parámetros climáticos promedio de San Fernando | Parámetros climáticos promedio de San Fernando | Parámetros climáticos promedio de San Fernando | Parámetros climáticos promedio de San Fernando | Parámetros climáticos promedio de San Fernando | Parámetros climáticos promedio de San Fernando | Parámetros climáticos promedio de San Fernando | Parámetros climáticos promedio de San Fernando | Parámetros climáticos promedio de San Fernando | Parámetros climáticos promedio de San Fernando | Parámetros climáticos promedio de San Fernando | Parámetros climáticos promedio de San Fernando |
| Mes                                            | Ene.                                           | Feb.                                           | Mar.                                           | Abr.                                           | May.                                           | Jun.                                           | Jul.                                           | Ago.                                           | Sep.                                           | Oct.                                           | Nov.                                           | Dic.                                           | Anual                                          |
| ---------------------------------------------- | ---------------------------------------------- | ---------------------------------------------- | ---------------------------------------------- | ---------------------------------------------- | ---------------------------------------------- | ---------------------------------------------- | ---------------------------------------------- | ---------------------------------------------- | ---------------------------------------------- | ---------------------------------------------- | ---------------------------------------------- | ---------------------------------------------- | ---------------------------------------------- |
| Temp. máx. abs. (°C)                           | 35                                             | 32                                             | 30                                             | 27                                             | 25                                             | 22                                             | 19                                             | 24                                             | 26                                             | 29                                             | 33                                             | 37                                             | 37                                             |
| Temp. máx. media (°C)                          | 27                                             | 26                                             | 24                                             | 20                                             | 15                                             | 12                                             | 12                                             | 13                                             | 16                                             | 19                                             | 22                                             | 26                                             | 19.3                                           |
| Temp. media (°C)                               | 18                                             | 15                                             | 14                                             | 12                                             | 9                                              | 7                                              | 8                                              | 9                                              | 11                                             | 14                                             | 18                                             | 20                                             | 12.9                                           |
| Temp. mín. media (°C)                          | 12                                             | 12                                             | 10                                             | 7                                              | 6                                              | 4                                              | 3                                              | 4                                              | 5                                              | 7                                              | 9                                              | 11                                             | 7.5                                            |
| Temp. mín. abs. (°C)                           | 3                                              | 1                                              | -7                                             | -10                                            | -14                                            | -16                                            | -9                                             | -4                                             | -5                                             | 3                                              | 5                                              | 2                                              | -16                                            |
| Precipitación total (mm)                       | 0                                              | 0                                              | 10                                             | 30                                             | 130                                            | 200                                            | 150                                            | 110                                            | 50                                             | 20                                             | 20                                             | 0                                              | 790                                            |
| Fuente: Weatherbase                            |                                                |                                                |                                                |                                                |                                                |                                                |                                                |                                                |                                                |                                                |                                                |                                                |                                                |

### Hidrología
La comuna se halla entre las cuencas hidrográficas de río Mataquito y río Rapel. Además, la comuna posee diversos cuerpos de agua, entre los que se destacan la laguna Blanca, laguna Caballo Muerto, laguna Guzmán, laguna Toro y laguna Verde; y río Clarillo, río Claro, río de Las Damas, río de Palacios, río del Azufre, río del Portillo, río del Valle, río Pirque, río San José y río Tinguiririca.

## Medio ambiente

### Componentes bióticos

Trazado simplificado de los ecosistemas y cuerpos de agua presentes en la comuna de San Fernando.

Dentro del territorio de la comuna se pueden hallar los siguientes ecosistemas:
- Bosque caducifolio mediterráneo costero donde predominan Nothofagus macrocarpa y Ribes punctatum (Vulnerable)
- Bosque caducifolio mediterráneo interior donde predominan Nothofagus obliqua y Cryptocarya alba (En peligro crítico)
- Bosque caducifolio mediterráneo-templado andino donde predominan Austrocedrus chilensis y Nothofagus obliqua (Vulnerable)
- Bosque esclerófilo mediterráneo andino donde predominan Kageneckia angustifolia y Guindilia trinervis (Vulnerable)
- Bosque esclerófilo mediterráneo andino donde predominan Lithrea caustica y Lomatia hirsuta (Vulnerable)
- Bosque esclerófilo mediterráneo andino donde predominan Quillaja saponaria y Lithrea caustica (Vulnerable)
- Bosque esclerófilo mediterráneo costero donde predominan Cryptocarya alba y Peumus boldus (Vulnerable)
- Bosque esclerófilo mediterráneo interior donde predominan Lithrea caustica y Peumus boldus (En peligro)
- Bosque espinoso mediterráneo interior donde predominan Acacia caven y Lithrea caustica (En peligro)
- Bosque espinoso mediterráneo interior donde predominan Acacia caven y Prosopis chilensis (Vulnerable)
- Herbazal mediterráneo andino donde predominan Nastanthus spathulatus y Menonvillea spathulata (Preocupación menor)
- Herbazal mediterráneo andino donde predominan Oxalis adenophylla y Pozoa coriacea (Vulnerable)
- Matorral bajo mediterráneo andino donde predominan Chuquiraga oppositifolia y Discaria articulata (Vulnerable)
- Matorral bajo mediterráneo andino donde predominan Chuquiraga oppositifolia y Nardophyllum lanatum (Preocupación menor)
- Matorral bajo mediterráneo andino donde predominan Laretia acaulis y Berberis empetrifolia (Preocupación menor)
- Zonas geográficas hinóspitas sin vegetación (Sin información)

### Medidas de protección ambiental y conflictos socioambientales
Hasta 2022, la comuna de San Fernando cuenta con las siguientes zonas que poseen algún nivel de protección ambiental:
- Cajón del Río Teno (Sitios ERB)[15]
- Cordillera de la costa Valle Central (Sitios ERB)[16]
- Corredor Los Lingues (Sitios ERB)[17]
- La Rufina - Las Damas (Sitios ERB)[18]
- Las Cardillas (Iniciativa de Conservación Privada)[19]
- Las Cardillas (Sitios Ley 19.300)[20]
- Precordillera Andina Sur (Sitios ERB)[21]
- Reserva Nacional Ríos De Los Cipreses (Reserva Nacional)
- Santuario Comunidad Alto Huemul (Fundo Rayenlemu y Fundo Huemul Alto) (Iniciativa de Conservación Privada)[22]
- Santuario de la Naturaleza Predio Alto Huemul (Santuario de la Naturaleza)[23]
- Sierra de Bellavista (Sitios ERB)[24]

## Demografía
La comuna de San Fernando abarca una superficie de 2441,3 km² y una población de 73.973 habitantes según el censo de 2017, correspondiente a un 8.08% de la población total de la región y una densidad de 30,30 hab/km². Del total de la población, el 19,5% (13.959 habitantes) corresponde a población rural y el 80,5%% (59.548 habitantes) corresponde a población urbana. La población urbana de la comuna se concentra en la ciudad de San Fernando con 57.931 habitantes y el pueblo de Angostura con 1.617 habitantes.

## Administración

### Municipalidad
La Municipalidad de San Fernando para el periodo 2024-2028 es dirigida por el alcalde Pablo Silva Pérez (Independiente - Chile Vamos) y el concejo municipal conformado por los concejales:
- Matías Álvarez Adriasola (Partido Republicano)
- Marta Cádiz Coppia (IND - Chile Vamos UDI - IND)
- María José Alemán Urbina (Renovación Nacional)
- Cristian Calderón Letelier (Partido Comunista)
- Juan Muñoz Silva (Independiente - Ecologistas)
- Paz Belén Rodríguez Zúñiga (Partido Socialista de Chile)

### Representación parlamentaria
San Fernando forma parte de la circunscripción senatorial VIII y del distrito electoral 16. Es representada en la Cámara de Diputados del Congreso Nacional por los siguientes diputados:
- Carla Andrea Morales Maldonado (Renovación Nacional)
- Eduardo Cornejo Lagos (Unión Demócrata Independiente)
- Cosme Mellado Pino (Partido Radical de Chile)
- Félix Bugueño Sotelo (Federación Regionalista Verde Social)

En el Senado, la representan:
- Javier Macaya Danús (Unión Demócrata Independiente)
- Juan Luis Castro González (Partido Socialista de Chile)
- Alejandra Sepúlveda Orbenes (Federación Regionalista Verde Social)

## Economía
La actividad económica de la ciudad se basa principalmente en la agricultura (viñedos, cultivo de remolacha, frutales, tabaco, trigo y cultivo tradicional), en la agroindustria (empresas exportadoras de frutas, hierbas, empresas conserveras, de lácteos, etc.), en el comercio y el turismo, cabe destacar que la ciudad al ser capital de la provincia de Colchagua se posiciona como el principal centro neurálgico de la zona, manteniendo de este modo el carácter de mayor proveedor de servicios para el sur de la región. [cita requerida]
Desde el punto de vista económico, la Sexta Región posee una especialización productiva silvoagropecuaria y minera. En relación con el producto interno bruto (PIB) regional, el sector silvoagropecuario representa el 30,1%, el sector minero el 24,8%, el comercio el 11,7% y la industria manufacturera el 9.7%.

## Servicios

### Educación superior
Para la enseñanza superior, la ciudad cuenta con institutos técnicos profesionales como el Instituto Profesional AIEP, el Instituto Profesional Providencia (IPP) y el Instituto Profesional Los Lagos. Además, la Universidad de O'Higgins, que está en el campus de la ex-Universidad Tecnológica Metropolitana (UTEM).

### Salud pública
En salud pública, la ciudad cuenta con un hospital de alta complejidad (Hospital San Juan de Dios de San Fernando). Un recinto hospitalario que cuenta con una moderna Unidad de Paciente Crítico (UPC) con seis camas UCI y 12 camas UTI, además de servicios de hospitalización (Medicina, Cirugía, Pensionado, Pediatría y Maternidad), Imagenología (con un moderno escáner TAC, entre otros), Laboratorio Clínico las 24 horas del día y un servicio de Urgencia que recibe atenciones de emergencias de las comunas de Colchagua y Cardenal Caro. En enero de 2016, Hospital San Fernando se convirtió en el primer recinto de salud pública de la región en recibir el reconocimiento como establecimiento acreditado en calidad como prestador institucional, por parte de la Superintendencia de Salud (por 3 años), lo que permite seguir entregando soluciones médicas a patologías GES del AUGE.
La ciudad además cuenta con dos CESFAM (Oriente que además funciona como SAPU; y Centro), un CECOSF (que funciona además como SAPU) y postas rurales, todas administradas por la Atención Primaria en Salud (APS) por intermedio de la corporación municipal de Educación y Salud de San Fernando.

### Seguridad y orden público
El Ejército de Chile cuenta con el Regimiento de Infantería N.º 19 Colchagua.
El 1 de marzo de 1948, se fundó la actual unidad, por Decreto Supremo del Presidente de la República Gabriel González Videla con el nombre de "Regimiento de Infantería n.º 19 Colchagua", del comandante Manuel Soffia en la ciudad de San Fernando, en el cuartel que ocupaba el regimiento "Andalien", y en el año 1980 pasó a ser Regimiento de Infantería de Montaña n.º 19 Colchagua con el cambio de estandarte por la fecha de creación de éste.

## Cultura

### Himno de San Fernando
El himno oficial es de 1956 y fue elegido mediante concurso impulsado por el entonces regidor Custodio Ilabaca Navarro. Se recibieron doce composiciones en total y resultó ganadora la presentada por el poeta José Vargas Badilla. La música del himno es de Carlos Cepeda.

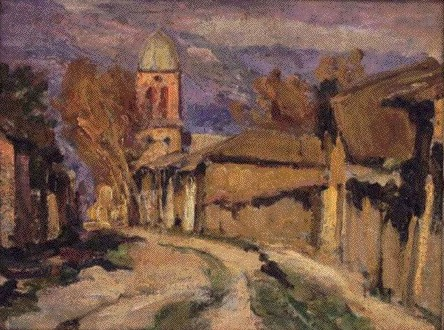
Callejón de San Fernando óleo de uno de los cuatro grandes maestros de la pintura chilena, Juan Francisco González.

### Escudo de armas
La historia del escudo de armas se desarrolló desde noviembre de 1936 con la Circular del Servicio de Turismo, dependencia del Ministerio de Fomento de esa época, que solicitaba el envío de una reproducción del escudo de armas a la ciudad de San Fernando.
El alcalde Fernando Ortúzar Correa, reunió a la Junta de Estudios Históricos de Colchagua, para que se creara un bosquejo del escudo, la Municipalidad, el 23 de marzo de 1938, aprobó el proyecto de Guillermo Pereira Irarrázabal que había sido realizado por el artista Walter Longé. El escudo se entregó a la Ilustre Municipalidad de San Fernando el 25 de noviembre de 1938 por Guillermo Pereira Irarrázabal. 

#### Descripción heráldica
El campo de sinóple, en atención al carácter predominantemente agrícola de Colchagua. Con dos franjas de plata, que representan a los ríos Antivero y Tinguiririca, entre los cuales está ubicado San Fernando.
Cargado al campo, con las letras S y F, en oro, más una corona real antigua, de oro, colocado entre ambas. En memoria del Rey Santo don Fernando III de León y Castilla, fallecido el 30 de mayo de 1252 y enterrado en la Catedral de Sevilla (capilla real). Bajo su gobierno, se unieron definitivamente, León y Castilla (1230), y se implantó como idioma oficial, el castellano. Reconquistó Córdoba, Sevilla, Jerez, Cádiz, Baeza, Murcia, entre otras. La ciudad de San Fernando deriva su nombre de tan esclarecido monarca, que es además su patrono (su fiesta es el 30 de mayo).
Sostenido el escudo por dos leones de gules, armados de plata. En memoria de los que en sus armas respectivas llevaron, el Santo Rey don Fernando III y don Juan Jiménez de León. Donante este último, el 28 de septiembre de 1740, en compañía de su esposa, doña Ana María Morales Albornoz, de las 450 cuadras en que se fundó San Fernando.
Timbrado de una corona de conde, en memoria del conde don José Antonio Manso de Velasco, fundador de San Fernando, el 17 de mayo de 1742, gobernador real de Chile, Teniente de los Reales Ejércitos, Virrey del Perú.

## Lugares de interés

### Iglesia San Francisco
Fundada en octubre de 1744, fecha en que llega un grupo de ocho misioneros jesuitas que levantan su casa misional a dos cuadras aproximadas al sureste de la plaza de Armas, que ya alberga a una pequeña iglesia parroquial. Luego del terremoto del 3 de marzo de 1985, la iglesia quedó en malas condiciones por lo que fue cerrada a la comunidad, en espera de una restauración. En la actualidad, el templo se encuentra cerrado al público debido a los daños que sufrió en 2010 tras el terremoto de aquel año. El inmueble había sido restaurado entre 2008 y 2010 por el Ministerio de Obras Públicas de Chile (MOP), pero no alcanzó a ser reinaugurado antes de la catástrofe.
Declarada Monumento Nacional, mediante Decreto N°936, del 16 de noviembre de 1984 del Ministerio de Educación de la República de Chile.

### Iglesia Nuestra Señora del Carmen San Fernando
La Parroquia de Nuestra Señora del Carmen (también conocida como Iglesia de Los Carmelitas) es un templo católico ubicado en el centro de la ciudad, Avenida Bernardo O'Higgins 526. Perteneciente a la Orden de los Carmelitas Descalzos, quienes tomaron posesión el 8 de septiembre de 1929, fundaron en la ciudad el 4 de septiembre de 1930 y fue erigida como Parroquia el 27 de diciembre de 1966 por el Obispo Eduardo Larraín, desmembrándola de la Parroquia San Fernando Rey. Su edificación, arquitectónicamente es bastante atractiva.

### Monumento a Manuel Rodríguez
En honor al guerrillero y patriota Manuel Rodríguez Erdoíza, quien fuera primera autoridad de la ciudad y luchara por la independencia de Chile. Esta adorna la plazoleta, fue instalada en 1910.
En ese mismo lugar fueron ahorcados los patriotas que lucharon por la independencia. Giran muchas historias en torno a este monumento, uno de ellos es el túnel que lo cruza que va desde la iglesia San Francisco, al frente, hasta el museo casa Lircunlauta.

### Pileta de la plaza de Armas
Fue adquirida en Francia y colocada en la plaza de Armas de San Fernando en 1870. Durante mucho tiempo se sostuvo que la hermosa pileta fue traída como trofeo desde el Perú tras la guerra de 1879. Originalmente la pileta construida en París, estaba destinado a la plaza de Concepción. Se trajo por ferrocarril hasta San Fernando, lugar de término de la línea de FF.CC. Pero el Intendente de Colchagua, consiguió que este monumento quedara ahí.

### Edificio delLiceo Neandro Schilling Campos
Además, como atractivo turístico y Monumento Nacional, se encuentra el edificio del mítico Liceo Neandro Schilling, A-23, ex Liceo de Hombres, a un costado de la plaza de Armas.

### Hacienda Los Lingües
En los alrededores de San Fernando se encuentra la Hacienda Los Lingües, que actualmente es un complejo turístico, las casas patronales de esta hacienda ocupan una superficie superior a los cinco mil metros cuadrados. Gran parte de sus alhajas aún se conservan: adornos, vajilla fina de plata, cristalerías, mesas de juego, lámparas. Cada objeto tiene su historia: algunos pertenecieron a personajes ilustres de la vida chilena como Mateo de Toro y Zambrano, conde de la Conquista, quien presidió la Primera Junta de Gobierno; hay recuerdos de Gaspar Marín; José Gregorio Argomedo; Ramón Freire y José Victorino Lastarria, entre otros. Se destaca un Cristo Florentino del siglo XVII, hecho en marfil con 72 cm de alto, el cual perteneció al Papa Pío IX, que hoy se encuentra en la capilla de la Hacienda.

### Santuario de la Naturaleza Alto Huemul
El santuario se encuentra a 60 km al este de San Fernando, comunicado por un camino en excelentes condiciones habilitado todo el año, y comunicado con el poblado de montaña de Sierras de Bellavista. Alto Huemul se encuentra al oriente de este poblado y limitando al norte con el río Claro en la Región de O'Higgins y al sur con el río Teno en la Región del Maule. 

### Monumentos Nacionales

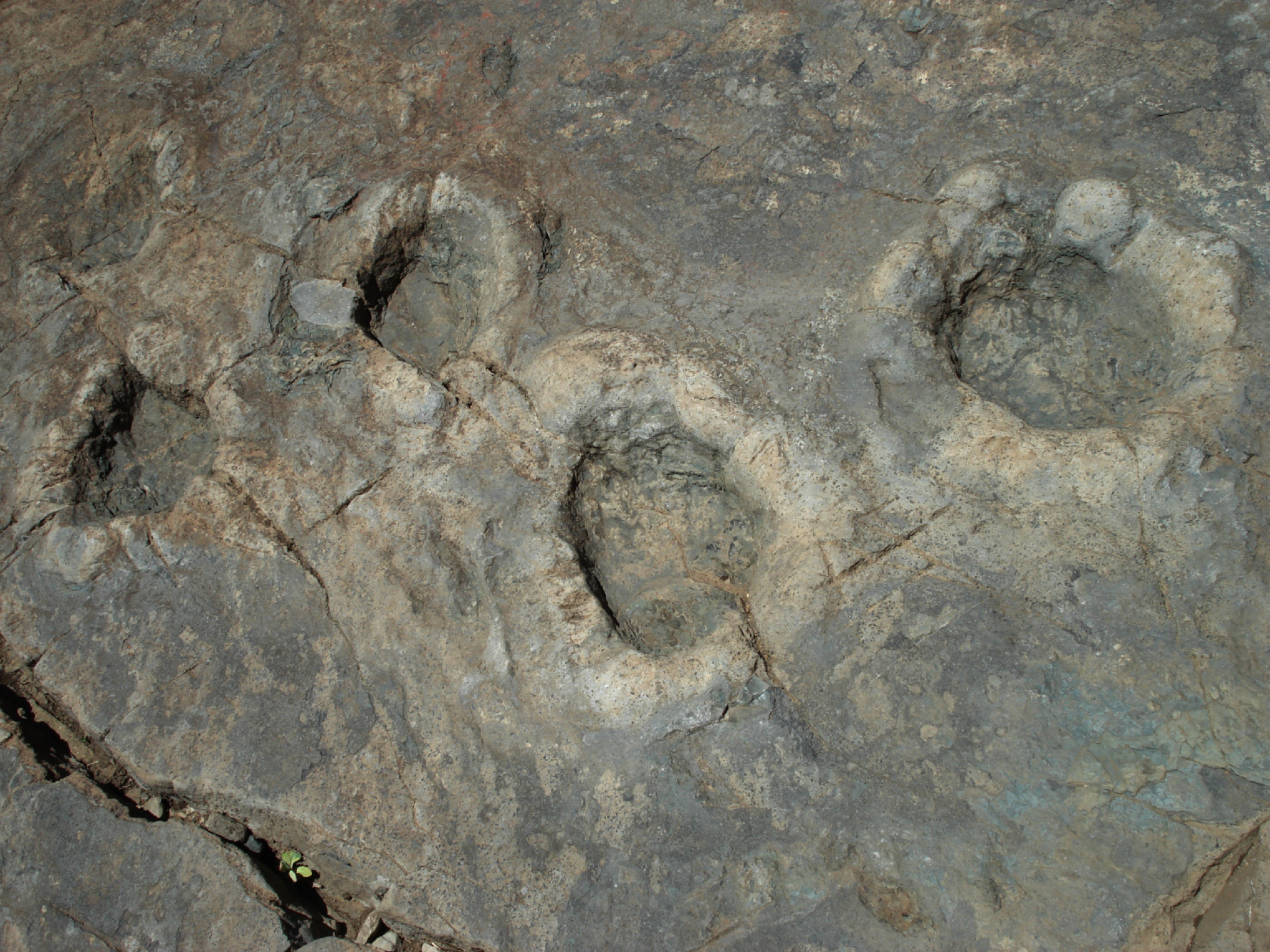
"Huellas de animales extintos en las Termas del Flaco, declarado Monumento Nacional el 13 de julio de 1967"
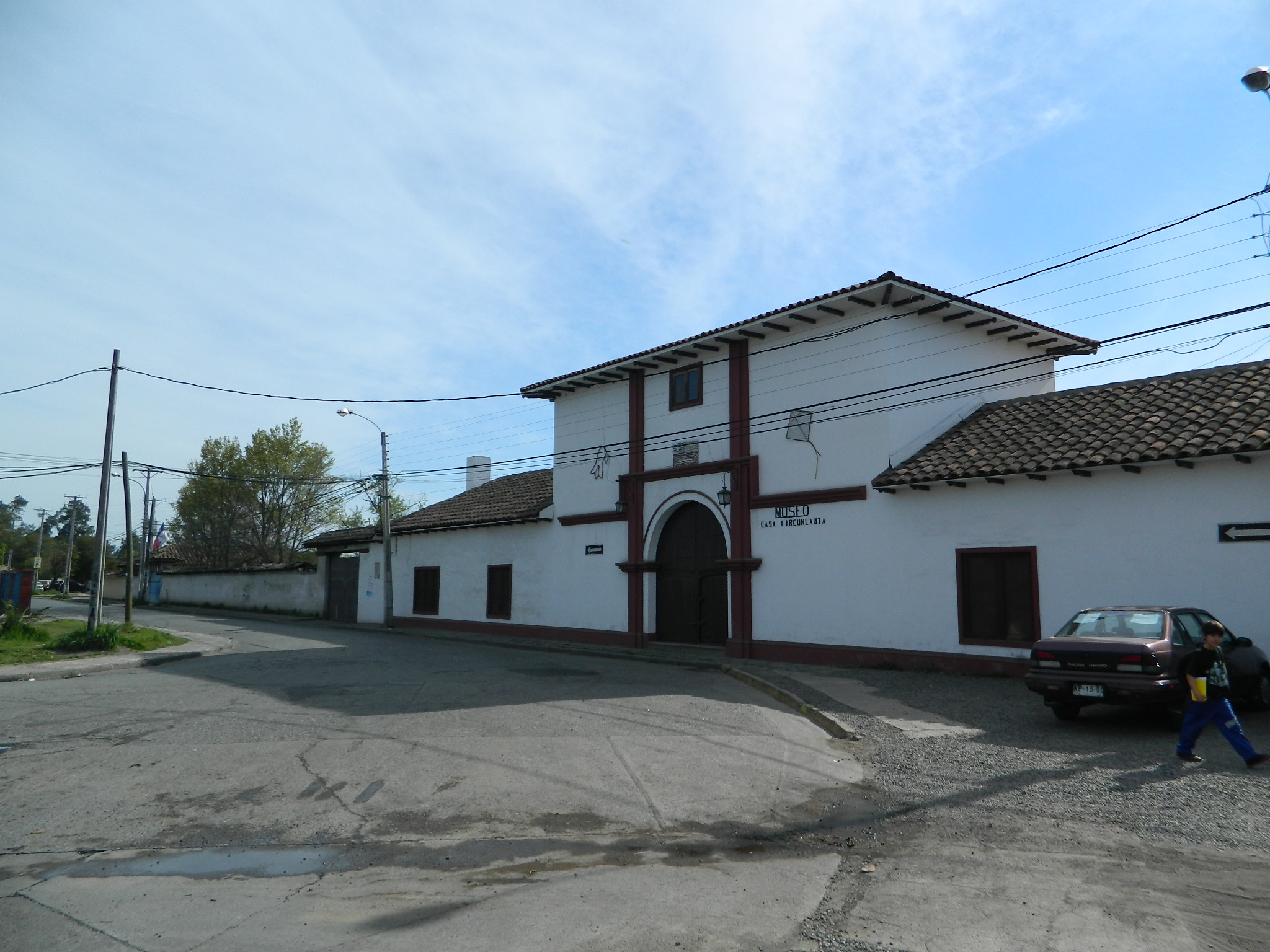
"Casa Patronal del Fundo Lircunlauta, declarado Monumento Nacional el 12 de enero de 1981"
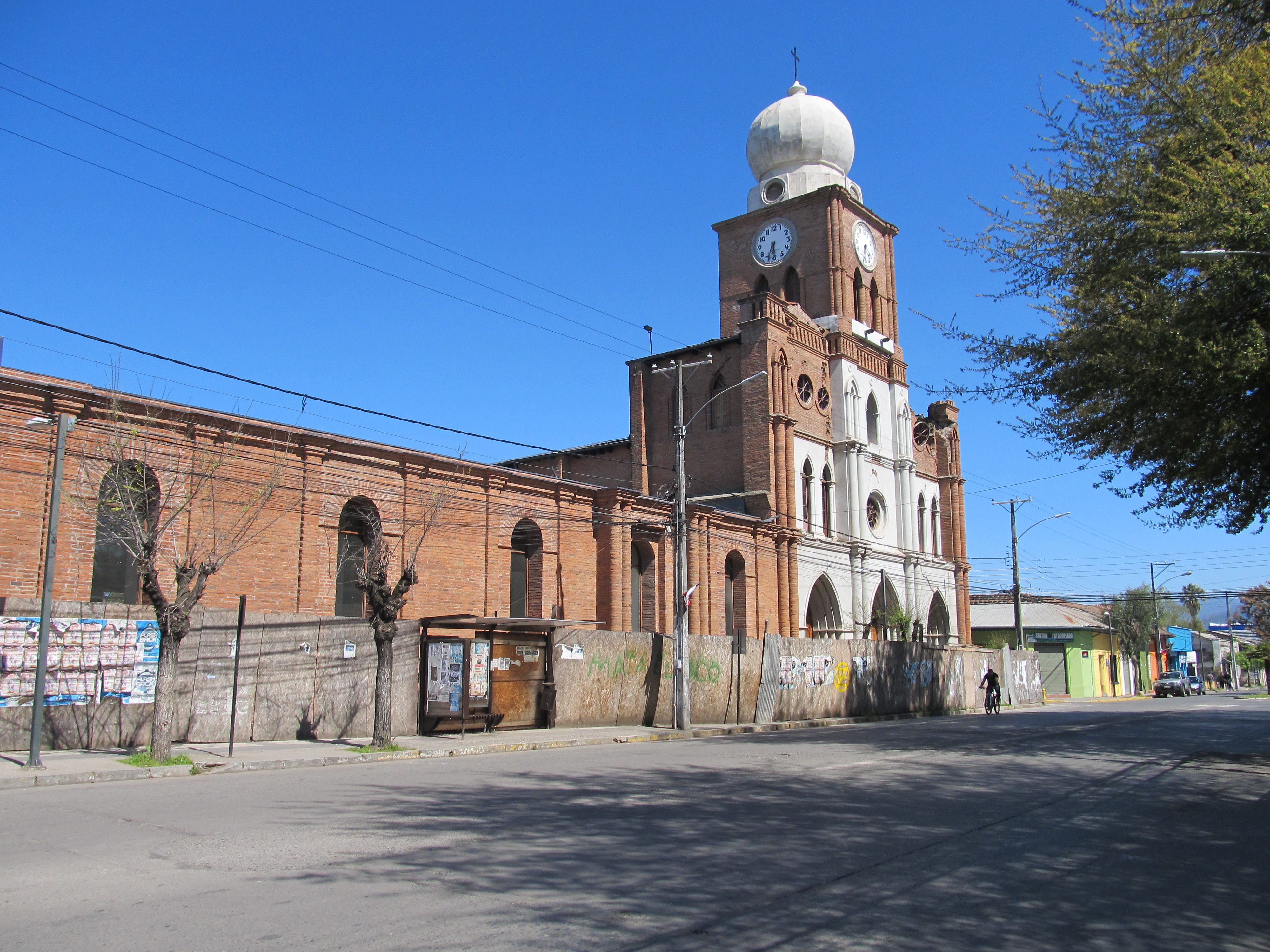
"Iglesia San Franciso, declarado Monumento Nacional el 16 de noviembre de 1984"
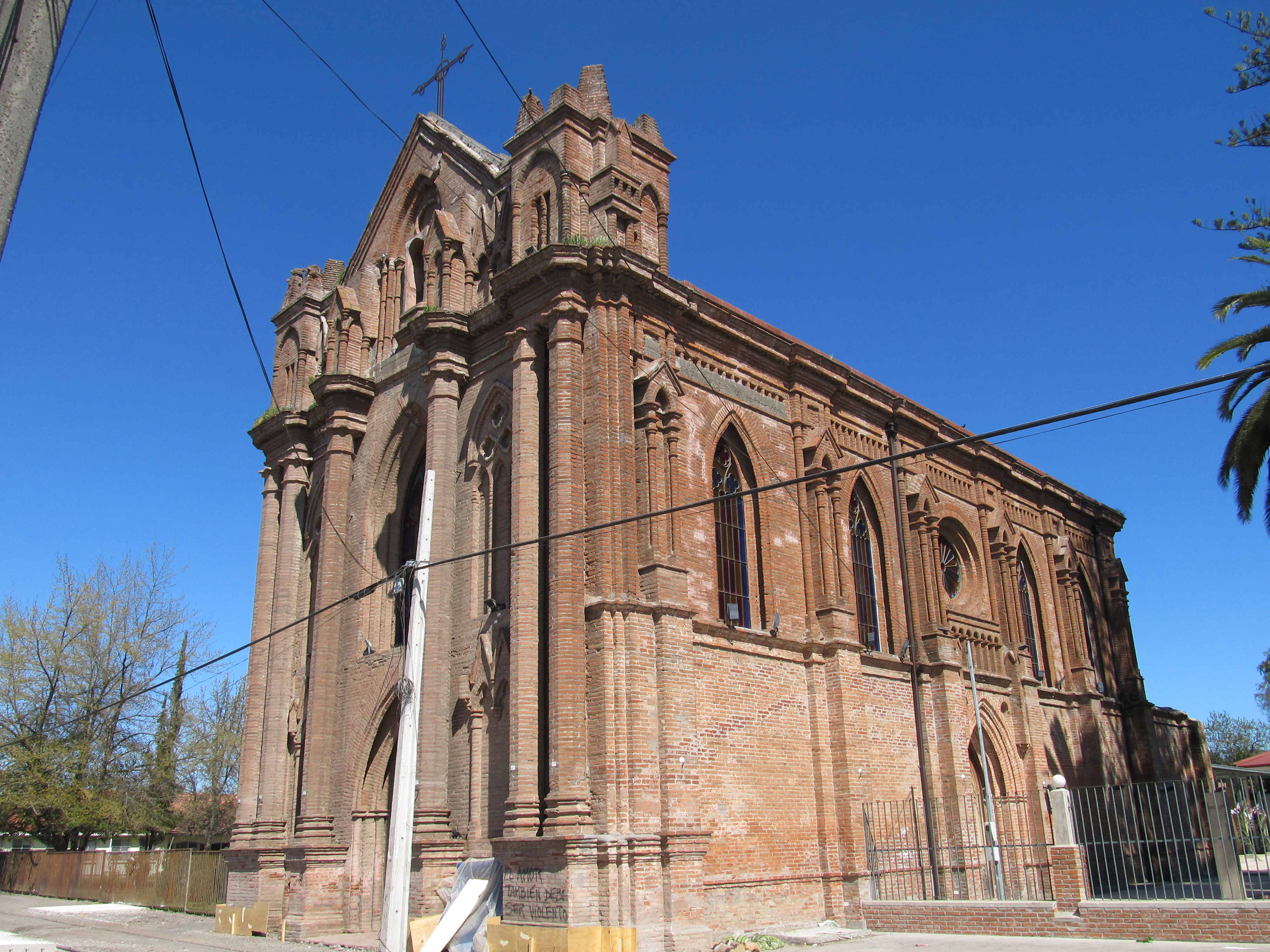
"Capilla Hijas de la Caridad de San Vicente de Paul, declarada Monumento Nacional el 16 de noviembre de 1984"
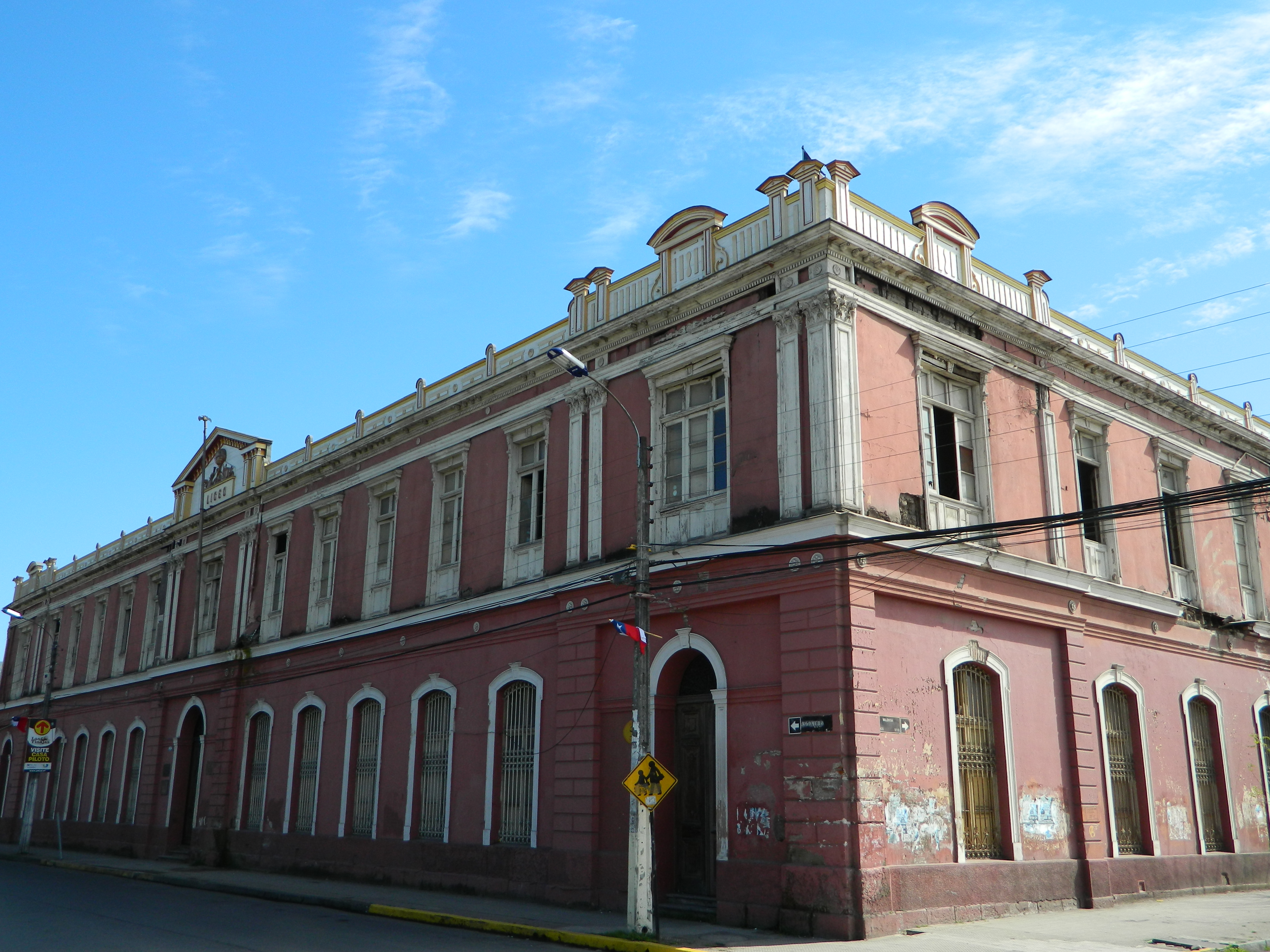
"Liceo Neandro Schilling, declarado Monumento Nacional el 6 de diciembre de 1995"
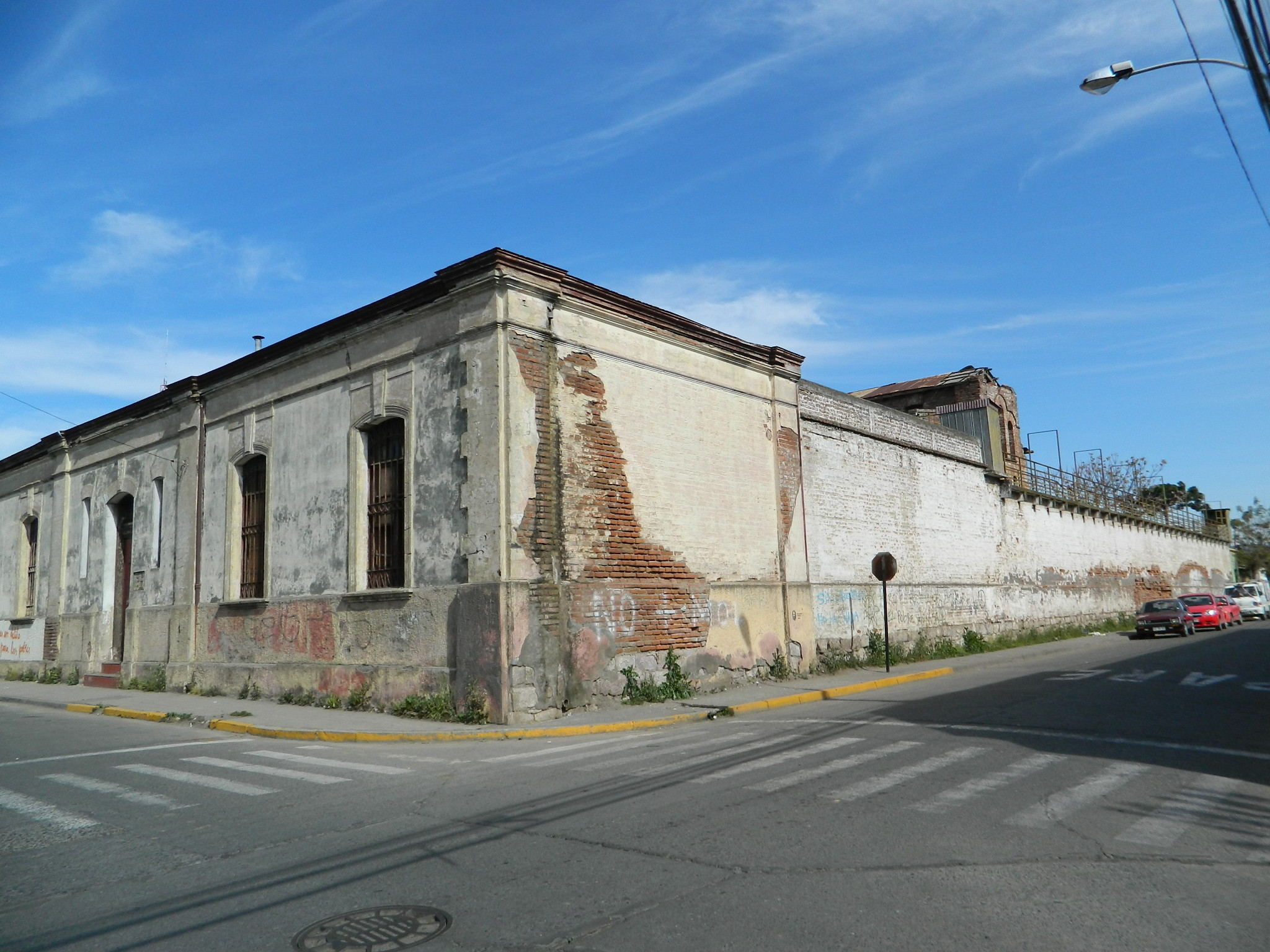
"Cárcel de San Fernando, declarado Monumento Nacional el 27 de enero de 2009"

## Transporte

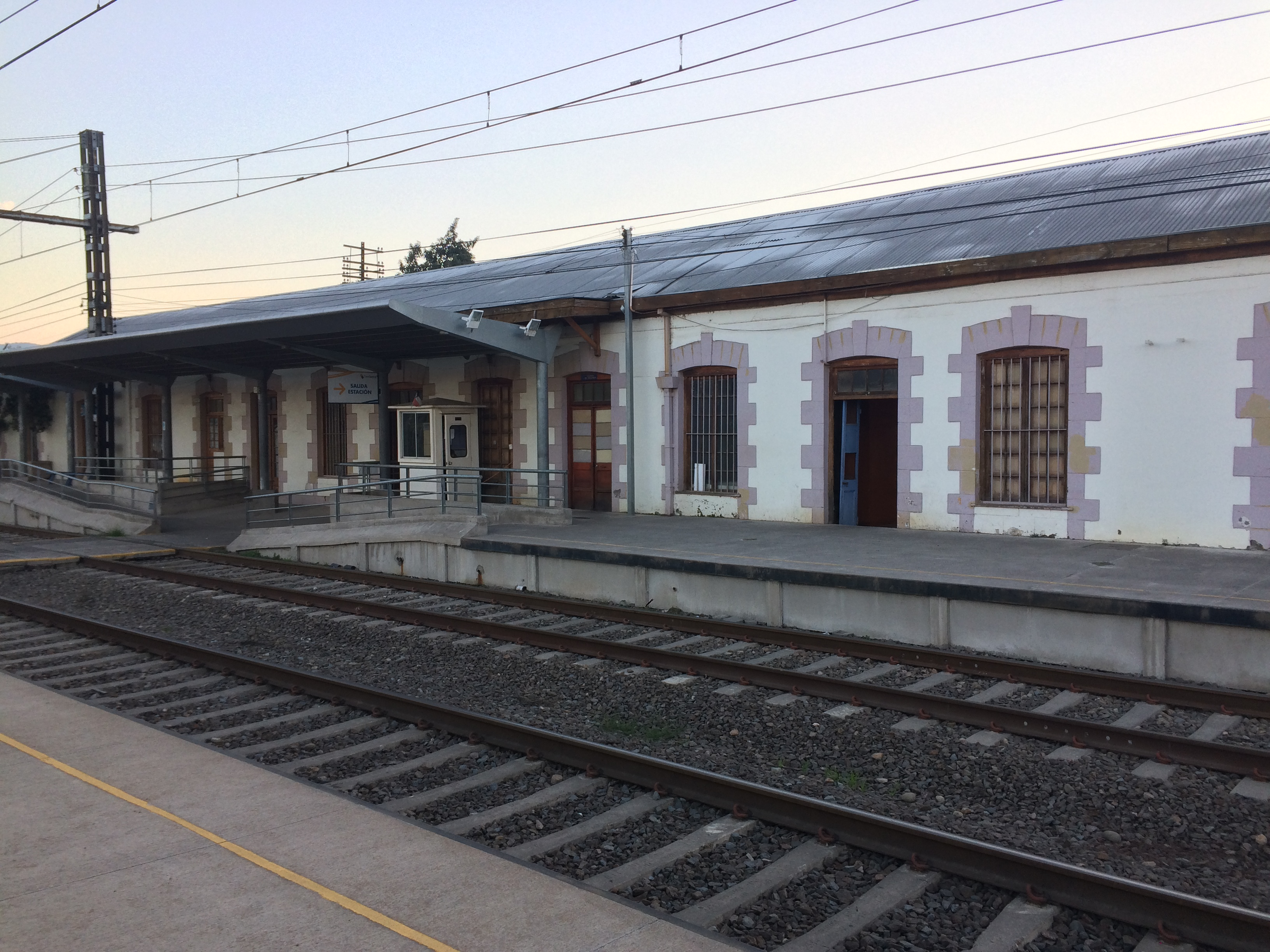
Estación San Fernando.

### Transporte Ferroviario,Estación San Fernando
El 3 de noviembre de 1862 llegó el tren a la ciudad de San Fernando. Fue cabecera del Ramal San Fernando-Pichilemu y también se realizaron servicios locales hacia el de Pelequén - El Carmen.
Entre el año 1935 y el año 1962 funcionó la segunda Casa de Máquinas de la Empresa de los Ferrocarriles del Estado.
El servicio de ferrocarril a San Fernando cesó su funcionamiento a mediados del año 2014, debido a una baja demanda de pasajeros, de manera definitiva cesó sus funcionamiento el año 2017 con las inauguraciones de los servicios: tren Nos-Estación Central y Tren Rancagua-Estación Central.
El 12 de octubre de 2021, el tren San Fernando-Estación Central vuelve a operar, con detenciones en las estaciones Rengo y San Fernando, proceso enmarcado en un plan piloto de recuperar esta red ferroviaria que fue suspendida debido a la baja demanda en el año 2014. El servicio contará con 3 salidas desde San Fernando a Estación Central en horario punta mañana y otras 3 salidas desde Estación Central a San Fernando en punta tarde, ambas de lunes a viernes.

### Transporte urbano
El transporte mayor de la ciudad lo componen autobuses comúnmente llamados micros. El parque de transporte mayor está compuesto en su mayoría por microbuses ligeros de mediana capacidad siendo operados por cuatro líneas: Express La Ramada (líneas A y B), Terma Tur (líneas 11 y 12), Transporte Rucatalca (líneas A2 y B1) y Transporte Renacer (líneas 2 y 10). El transporte menor de la ciudad está compuesto por distintas líneas de colectivos identificados por el color negro, los cuales son operados por vehículos particulares.

### Transporte interurbano
La ciudad cuenta con tres terminales de buses; el Rodoviario, el terminal Chillán y el terminal Rural. Desde el terminal Rodoviario operan las empresas interprovinciales con destinos a las principales ciudades del centro y sur del país, como Viña del Mar, Santiago, Rancagua, Pichilemu, Curicó, Talca, Chillán, Concepción, Los Ángeles, Temuco, Pucón.

## Deportes

Escudo del Club de Deportes Colchagua, fundado el 23 de enero de 1957.

La ciudad es sede del Club de Deportes Colchagua, que participa en la Segunda División Profesional de Chile. También es representada en el campeonato de básquetbol más importante del país, con el Club Deportivo Tinguiririca San Fernando, quienes se coronaron como campeones nacionales del dicho deporte el año 2014. Además de estos deportes tradicionales, el rugby ha tenido un impulso gracias a equipos como Unión Rugby San Fernando, equipo de la ciudad respaldado por la oficina del deporte.[cita requerida]

## Medios de comunicación
San Fernando posee actualmente un medio escrito, denominado Diario VI Región, fundado en 1952 como La Región por el tipógrafo Ramón Morales Moraga. El primer periódico de la ciudad se denominó El Porvenir.
No posee emisoras televisivas propias, pero cuenta con numerosas estaciones radiales. La de más larga data es Radio Manuel Rodríguez, fundada en 1949, la primera en la provincia de Colchagua, y que aún transmite en señal AM. Tienen estudios en la ciudad las radios Punto 9, Radio Caramelo, Tropical Latina, Prendete, Trigal FM, Cautiva, Manía.    
| Frecuencia | Nombre de la radioemisora |
| ---------- | ------------------------- |
| 92.9 MHz   | Punto 9                   |
| 93.7 MHz   | Radio Tropical Latina     |
| 94.7 MHz   | Radio Caramelo            |
| 96.9 MHz   | Radio Armonía             |
| 97.5 MHz   | Radio La Poderosa         |
| 99.1 MHz   | Radio Agricultura         |
| 99.7 MHz   | Radio Visión              |
| 100.5 MHz  | Radio Artesanía           |
| 101.3 MHz  | Radio Cautiva             |
| 101.9 MHz  | Radio Manía               |
| 102.5 MHz  | Radio Magiztral           |
| 103.1 MHz  | Power FM                  |
| 103.9 MHz  | Trigal FM                 |
| 105.1 MHz  | Radio Bienvenida          |
| 107.1 MHz  | Radio Manantial           |

| Frecuencia | Nombre de la radioemisora |
| ---------- | ------------------------- |
| 1550 kHz   | Radio Manuel Rodríguez    |

| Frecuencia | Nombre del canal televisivo |
| ---------- | --------------------------- |
| 3.1        | TVN HD                      |
| 3.2        | NTV                         |
| 5.1        | Canal 13 HD                 |
| 5.2        | T13 En Vivo                 |
| 7.1        | Chilevisión HD              |
| 7.2        | UChile TV                   |